# Клан Далзелл
Клан Далзелл (шотл. - Clan Dalzell, Clan Dalziel, гельск. - Clann Dailgheal, Clan Dal-gheail) - клан Дайлгел, клан Дал Гейл, клан Білої Луки - один з кланів рівнинної частини Шотландії - Лоуленда. На сьогодні клан не має визнаного герольдами Шотландії вождя, тому клан називається в Шотландії  «кланом зброєносців». 
Гасло клану: I dare - Я смію. 
Історична резиденція вождя клану: Замок Біннс (шотл. - House of the Binns), Лінлітгоу. 

## Історія клану Далзелл
Назва клану походить від гельського слова Dal-gheail - «біла лука». У свою чергу місцевість була названа по кольору ґрунту. Є багато варіантів назви цього клану - більше 200.
Місцевість, від якої походить назва клану розташована в Ланаркширі, хоча є аналогічна місцевість з такою ж назвою на Шетландських островах на острові Єлл (шотл. - Yell). Ці назви, більш імовірно, між собою не пов’язані. На давньому гербі вождів клану зображена повішена людина. Це пов’язано з подіями часів короля Шотландії Кеннета II. У ті часи був випадок, коли людина з клану Дал Гейл відправилась на ворожу територію, щоб отримати тіло друга короля. З цією ж подією пов'язаний і девіз клану «Я смію!»
В історичних документах клан Далзелл вперше згадується в 1296 році. Після завоювання Шотландії Англією вожді шотландських кланів вимушені були присягнути на вірність англійському королю Едварду І Довгоногому і підписати документ «Рагман Роллс». Серед цих вождів був і Томас де Далзіл. Томас де Далзіел згадується серед соратників Роберта Брюса - борця за свободу Шотландії. Томас де Далзіел брав участь у битві під Баннокберн. Імовірно, що це одна і та ж людина. Не ясно тільки коли саме він підтримав повстанців і приєднався до них. 
У 1390 році сер Вільям де Далзелл приєднався до сера Девіда Лінсея, коли він вирушив на лицарський турнір в Лондон. Сер Вільям де Далзелл був одноокий - він втратив око під час битви під Оттенбурном у 1388 році. І прибувши на турнір сер Вільям заявив, що для справедливості поєдинку всі учасники турніру повинні зав’язати одне око. Лерд Далзелл - сер Роберт у 1568 році підтримав королеву Марію Стюарт і брав участь у битві під Лангсайд. Його спадкоємець - лорд Далзелл отримав титул графа Карнвет (шотл. - Carnwath) у 1639 році від короля Англії та Шотландії Карла І після того як він придбав землі та маєток Карнвет Естейт. 
Роберт Далзелл - II граф Карнвет отримав від короля грамоту у 1635 році на володіння всіма землями Далзелл. Пізніше він був визнаний винним у державній зраді парламентом. У нього були конфісковані землі, він був позбавлений титулів, оштрафований на 100 000 шотландських мерків. Його син Гевін успадкував титул, але йому довелось продати замок Далзелл і землі Джеймсу Гамільтону Боггсу - своєму двоюрідному брату. 
У XVIII столітті сер Роберт Далзелл - V граф Карнвет втратив всі свої землі та титул графа після того як він підтримав повстання якобітів у 1715 році та претендента на трон Шотландії Джеймса Едварда Стюарта. 
Сер Томас Далзелл із Західного Лотіану належав до найдавнішої гілки вождів клану Далзелл. У часи громадянської війни він був роялістом і боровся за короля Карла І. Після битви під Вустером у 1651 році він був схоплений і кинутий за ґрати в Тауер. Йому вдалося втекти, після втечі він втік в Росію, де він служив царю московському як генерал кавалерії. Він повернувся в Шотландію в 1666 році після реставрації монархії. Король Карл II дав йому посаду головнокомандуючого всіх збройних сил Шотландії. У 1681 році він сформував шотландський полк «Сірі шотландці». Цей полк переміг ковенанторів у битві під Рулліон Грін. 

## Замки клану Далзелл
Резиденцією вождів клану Далзелл був замок Біннс-Хаус біля Лінлітго. Цей замок був побудований на початку XVII століття батьком сера Томаса. Потім цей замок неодноразово перебудовувався і добудовувався. Замок багато разів відвідували люди з королівської родини, в тому числі п’ять дітей королеви Вікторії. Кімната в якій мав поселитися король Карл І була особливо розкішно оздоблена на честь цього візиту, але король Карл І так і не відвідав замок. Замок був подарований Національному фонду Шотландії у 1944 році, але родина вождів клану Далзелл зберігає право жити в частині замку. 

## Видатні люди клану Далзелл
- Генерал Там (Томас) Дал’єлл (1615 - 1685) - генерал шотландських роялістів. Відомий також як Блайді Там та як Дейл Москвич. Народився в Лінлітговширі. Супроводжував короля Карла І під час його експедиції в Ла-Рошель у 1628 році у віці 13 років. Пізніше він став полковником. Дізнавшись про страту короля Карла І у 1649 році він заявив, що перестає голоти бороду в знак протесту проти поведінки співвітчизників. Він потравив в полон в Каррікфергусі в 1650 році, але втік з полону і перебрався в Ірландію. Після битви під Вустером у 1651 році, під час якої солдати генерала Томаса були розбиті, здалися в полон, а він сам був схоплений і кинутий за ґрати в Тауер в Лондоні. Йому вдалося втекти. У 1654 році він взяв участь у повстанні в Хайленді. Після поразки повстання Там Дал’єлл втік до Росії, де він поступив на службу до російського царя Олексія Михайловича і брав участь у війнах проти турків та татар. Він повернувся в Шотландію після реставрації монархії під час правління короля Карла II. У 1666 році він був призначений головнокомандуючим всіх збройних сил Шотландії і отримав наказ ліквідувати залишки ковенанторів. Він розгромив їх у битві під Рулліон Грін. Він поставився до переможених республіканців з великою жорстокістю. За ґрати було кинуто більше 1200 прихильників ковенанторів в Грейфраєрс. Ці дії принесли йому прізвисько Блайді Там. Він отримав частину конфіскованого майна прихильників ковенанторів. 3 січня 1667 року він став таємним радником, представляв землі Лінлітго в парламенті Шотландії. У 1681 році йому доручили сформувати полк, що ввійшов в історію як «Полк Сірих Шотландців». Існує легенда, що Блайді Там був пов'язаний з самим дияволом і особисто граф з ним в карти. Під час однієї з таких ігор диявол програвав і кинув карти на стіл. Карти полетіли і потрапили в Біннс-Хаус. Ця казка передавалася з покоління в покоління серед жителів Біннс-Хауса. У 1870 році під час особливо жорстокої посухи карти диявола були помічені у ставку, який майже повністю пересох.
- Сер Томас Дал’єлл Броксборн - ХІ баронет (народився в 1932 році) - шотландський політик і був членом Трудової Палати громад з 1962 по 2005 рік.  Сер Томас Дал’єлл Броксборн народився в Англії, але виріс в сімейному будинку його матері - в Біннс-Хаус, біля Лінлітго, в Західному Лотіані. Сер Томас Дал’єлл Броксборн здобув освіту в Единбурзькій академії та в Ітон-Коледжі. Служив в королівському полку «Сірі шотландці». Приєднався до лейбористської партії в 1956 році після Суецької кризи і став депутатом у червні 1962 році. Був депутатом Європарламенту з 1975 по 1979 рік. Він був в жорсткій опозиції щодо зовнішньої політики Великої Британії, протестував проти політики британського імперіалізму, голосував більше 100 разів проти політики уряду Великої Британії, виступав проти війни. 7 березня 2003 року він був обраний ректором Единбурзького університету.